# Lauriane Nolot
Lauriane Christiane Suzanne Nolot (* 9. Dezember 1998 in Toulon) ist eine französische Kitesurferin.

## Erfolge
Lauriane Nolot gelang der internationale Durchbruch im Jahr 2021, als sie in Montpellier bei den Europameisterschaften und in Oristano bei den Weltmeisterschaften jeweils den dritten Platz belegte. Bereits ein Jahr später verbesserte sie sich bei den Europameisterschaften in Nafpaktos auf den ersten Platz, während sie bei den Weltmeisterschaften in Cagliari Zweite wurde. In Den Haag wurde Nolot 2023 schließlich auch Weltmeisterin. 2024 verteidigte sie in Hyères erfolgreich ihren Weltmeistertitel und gewann außerdem in Los Alcázares auch ihren zweiten Europameistertitel.
Bei den Olympischen Spielen in Paris ging Nolot daraufhin als Mitfavoritin an den Start. In der Qualifikation wurden aufgrund schwacher Windbedingungen nur sechs von 16 Wettfahrten durchgeführt, von denen Nolot zwei gewann. Mit zwölf Punkten qualifizierte sie sich als bestplatzierte Surferin direkt für das Finale, in das sie zwei Wertungspunkte mitnahm. Dort gelangen ihr in zwei Wettfahrten ein zweiter und ein dritter Platz, während Eleanor Aldridge aus Großbritannien beide Fahrten gewann. Da Aldridge als Zweite der Qualifikation ebenfalls bereits einen Wertungspunkt erhalten hatte, erreichte sie mit ihren zwei Siegen die notwendigen drei Punkte für den Gesamtsieg und damit den Gewinn der Goldmedaille. Nolot gewann als Zweitplatzierte die Silbermedaille vor Annelous Lammerts aus den Niederlanden.
Für ihren Medaillengewinn erhielt Nolot am 24. September 2024 das Ritterkreuz des Ordre national du Mérite.